# Университет Тифарити
Университет Тифарити (араб. جامعة تيفاريتي‎, исп. Universidad de Tifariti) — университет, расположенный в Тифарити (Западная Сахара), временной столице Сахарской Арабской Демократической Республики (САДР).
По состоянию на 2018 год, в университете числится всего 450 студентов. Обучение ведётся на двух официальных языках САДР: арабском (марокканский диалект хассания) и испанском.

## История
Идея создания университета на освобождённых территориях Сахары существовала по крайней мере с 2009 года с помощью многих других университетов мира, таких как Лидсский университет (Великобритания), Национальный автономный университет Никарагуа (Никарагуа), Калифорнийский университет в Беркли (США), Преторийский университет (Южная Африка), Университет Сантьяго-де-Компостела (Испания), Гаванский университет (Куба), Университет Ментури (Алжир) и ещё десяток других из Африки, Америки и Европы.
Первый сахарский Университет Тифарити был основан в 2013 году (в соответствии с Указом президента 24/2012 от 23 декабря 2012 года). Президент Сахарской Арабской Демократической Республики (САДР) Мухаммед Абдельазиз также назначил Хатари Ахмуди Абдаллахи его первым президентом. Учреждением Университета руководство САДР продолжило курс на всеобщий ликбез, благодаря которому в кратчайшие сроки в лагерях сахарских беженцев распространилась 90%-ная грамотность. Власти Сахары предложили бесплатное базовое образование детям в лагерях сахарских беженцев, чтобы как раз перейти от одного из самых низких уровней грамотности в Африке к грамотности свыше 90 %, но для получения высшего образования им пришлось уехать за границу.
22 мая 2019 года Университет Тифарити и Университет Овьедо подписали соглашение о сотрудничестве, которое позволит сахарским студентам получить стипендии для получения высшего образования в академическом учреждении Астурии (Испания), а также в организации совместных мероприятий по информированию о борьбе и истории сахарского народа.

## Факультеты
По состоянию на 2018 год, всего открыто четыре факультета:
- Факультет ухода за нуждающимися;
- Факультет педагогики;
- Факультет компьютерных наук;
- Факультет журналистики.